# François Abou Mokh
François Abou Mokh BS (ur. 1 lipca 1921 w Malula, zm. 11 sierpnia 2006) – syryjski duchowny melchicki, w latach 1977-1992 oraz 1996-1998 biskup pomocniczy patriarchatu Antiochii.

## Życiorys
Urodził się 1 lipca 1921 w Malula. 
Święcenia kapłańskie otrzymał 12 czerwca 1946 w Zakonie Bazylianów Melkitów Najświętszego Zbawcy. 7 lutego 1978 został mianowany biskupem pomocniczym patriarchatu Antiochii. Chirotonię przyjął 17 marca 1978 z rąk patriarchy Maksymosa V Hakima. 27 lipca 1998 przeszedł na emeryturę.
Zmarł 11 sierpnia 2006 w wieku 85 lat. 